# Las Aldehuelas
Las Aldehuelas é um município da Espanha na província de Sória, comunidade autónoma de Castela e Leão, de área 37,88 km² com população de 104 habitantes (2004) e densidade populacional de 2,75 hab/km².

## Demografia
| Variação demográfica do município entre 1991 e 2004 | Variação demográfica do município entre 1991 e 2004 | Variação demográfica do município entre 1991 e 2004 | Variação demográfica do município entre 1991 e 2004 |
| --------------------------------------------------- | --------------------------------------------------- | --------------------------------------------------- | --------------------------------------------------- |
| 1991                                                | 1996                                                | 2001                                                | 2004                                                |
| 157                                                 | 133                                                 | 108                                                 | 104                                                 |